# BOH (ベーシスト)
BOH（ボー、1982年〈昭和57年〉8月14日 - ）は、日本のベーシスト。スタジオ・ミュージシャン。本名は 棒手 大輔（ぼうて だいすけ）。活動初期の名義は棒（ぼう）。北海道旭川市出身。6弦ベースの奏者で、BINECKSのメンバーとして活動後、2010年（平成22年）にソロ活動を開始した。現在は仮BANDの一員であるほか、国内アーティストのライブサポートやレコーディングに数多く参加している。

## 経歴

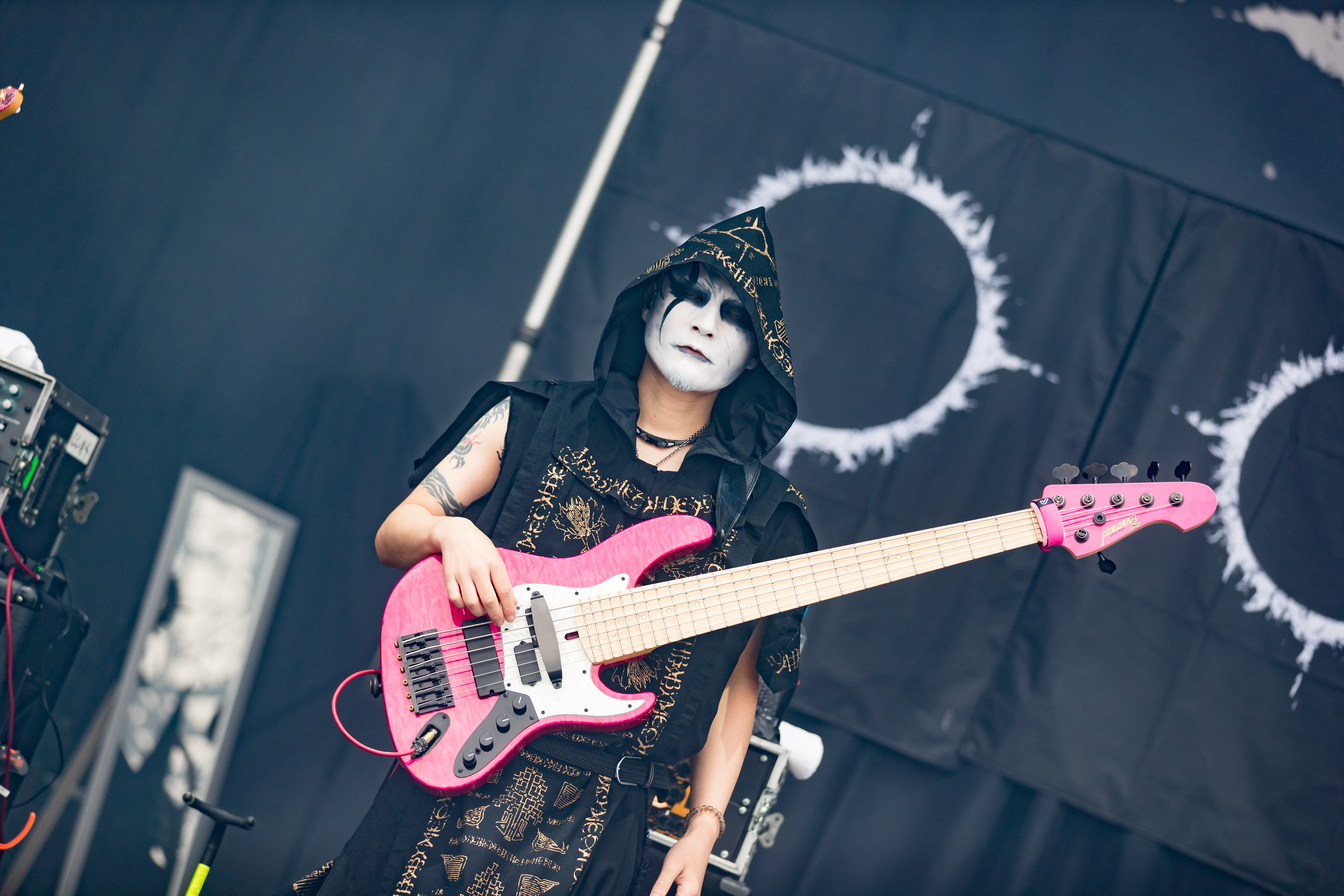
BABYMETALのツアーで演奏するBOH（2018年）

1982年〈昭和57年〉8月14日、北海道旭川市で誕生。
18歳で上京、音楽専門学校を卒業後の2004年10月、彩 with SUPER VIBRATIONに加入（「棒」名義）、2006年3月にバンドが活動休止となる。同年、中島美嘉がNANA starring MIKA NAKASHIMA名義でリリースしたシングル「一色」のバックバンドを務める。この時、バンドイメージに合わせスキンヘッド化を敢行。本件のサポートを終え、髪を再び伸ばそうとしたところ頭皮の変化を自覚、以降は一貫したスタイルである。
2007年に、SIAM SHADEの元ギタリストDAITAが結成したロックバンドBINECKSへ加入、翌年にメジャーデビューするが2010年には活動休止。以降はスタジオミュージシャン業を中心に活動し、サンプラザ中野くん、ニコニコ動画の歌い手として活動している赤飯、俳優の佐々木喜英、ニコニコ超パーティー（ニコニコ超会議内イベント）の超バンド、声優の中島愛、男性デュオcleaneroなどのサポートとして活動。2013年、音楽ユニットangelaやBABYMETAL（神バンド）、SOPHIAのヴォーカリスト松岡充が結成したロックバンドMICHAELのライブにサポートで参加。2014年、ゲームミュージックの作曲を手がける下村陽子の25周年ライブにサポートとして参加。
2015年11月に参加したセッションイベントをきっかけに、藤岡幹大（ギター）と前田遊野（ドラム）の3人で、不定期で活動するセッションバンド仮BANDを結成、2016年2月にはジャズピアニストの桑原あいをゲストに迎え、仮BANDとしての初ライブを行った。同年、ベーシストのMASAKIとIKUOのツーマンライブイベントにゲストで出演したほか、ゲーム「スプラトゥーン」関連ユニットシオカラーズのライブにサポートで参加。
2017年4月、仮BANDの1stミニアルバム『仮音源-DEMO-』を発売。同年、アニメ「マクロスΔ」関連ユニットワルキューレのライブにサポートとして参加。2018年、ゲーム「スプラトゥーン2」関連ユニットテンタクルズや、シンガーソングライターの浜田麻里のライブにサポートで参加。

## 概要
- 旭川明成高校在学中にベースを始める。ビリー・シーンやヴィクター・ウッテン等の技巧派ベーシストより影響を受け、スリーフィンガー奏法、タッピング奏法、スラップ奏法などのテクニックを巧みに操る。師匠は、爆風スランプ、X.Y.Z.→Aの和佐田達彦[2]。音楽専門学校時代に、当時の師より6弦ベースを勧められたことをきっかけに4弦から転向、日本において6弦ベースをメインで使用する数少ないアーティストの一人である[3]。自身でピックは絶対に使用しないと豪語している。ベースはデイズコーポレーションの「ATELIER Z」のカスタムを使用。

## 人物
- スキンヘッドが特徴で、風貌が怖いとよく言われるが実際は温厚な性格である、と自身で語っている。陽射しに弱く、また花粉症のため、サングラスとマスクで銀行を訪れ期せずして止められる憂き目に遭った。趣味は、バイク（愛車は スズキ・GSR）、料理、散歩、筋トレ。BABYMETALのライブに参加する際は、スキンヘッドにまでメイクを施し演奏する。2016年1月、大村孝佳のライブでは両目にデッドボールと評されたメイクであった。
- ラーメン通であり、Twitterでは度々ラーメンに関するツイートを行っているが、この事がきっかけで『ヘドバン』誌Vol.9より「BOHの神ラーメン 一期一会」というコラムが連載開始される[13]。
- 『bass magazine』2017年4月号に自身初の表紙掲載。フォトセッションにはヘアメイクも付いたものの、スキンヘッドのままであった。
- 2022年8月14日、自身のツイッターにて結婚したことを発表した[14]。

## エピソード
- 2012年から不定期でニコニコ生放送の「BOHの大暴走！！！」を配信しているが、始めた切っ掛けはニコニコ超パーティー（ニコニコ超会議）での超バンドへの参加が決まったことから。自身は元々ニコニコ動画自体は名前を知っている程度であったが、ニコニコ超パーティーの話が来た時について「それが何者なのか分からないのにやる、というのは仕事のやり方として何か自分の中で気持ち悪くて、じゃあもう登録してどういうものなのかというのを知ろうと思った」と語っている。[3]

## 使用機材
ベース
- ATELIER Z Beta6 BOH-Custom
- ATELIER Z BOH’S CUSTOM 6 TP-RED MH
BOHのシグネイチャーモデルで、ネックとフィンガーボードにメイプルを採用、ピックアップにはEMGの「P6+45DC」を搭載し、ハイポジションのスキャロップ加工やオリジナルフィンガーレストなどが施されている[15]。
- ATELIER Z BOH’S CUSTOM 6 TP-PINK MH

アンプ
- Markbass TA503
- Markbass LITTLE MARK III
- Markbass EVO1
メインで使用しているモデル。元々はTA503をメインで使っていたが、絶版に合わせて変更し、LITTLE MARK IIIのチャンネルで使用している（自身はLITTLE MARK III本体を使うよりも、EVO1に入っているLITTLE MARK IIIのシミュレーションの方がラインの感じなどで合っていると語っている）。[16]

## ライブサポート
- 中島美嘉
- BINECKS（サポートを経て正式加入）
- DAITA
- サンプラザ中野くん
- 赤飯
- 松ヶ下宏之
- 佐々木喜英
- ニコニコ超パーティー（ニコニコ超会議内イベント/超バンドのメンバーとして参加）
- 中島愛
- 3Peace☆Lovers
- cleanero
- angela
- BABYMETAL（神バンドのメンバーとして参加）
- VANIRU
- MICHAEL
- 下村陽子
- シオカラーズ（スプラトゥーン関連ユニット）
- ワルキューレ（マクロスΔ関連ユニット）
- テンタクルズ（スプラトゥーン2関連ユニット）
- 浜田麻里

など

## レコーディング参加作品
シングル
- ゴスペラーズ「3月の翼」（配信限定）（2014年）

アルバム
- DAITA『FANTASIA』（2008年）
- クリス・ハート『Song for you』（2014年）
「最後のラブレター」、「たったひとつの贈り物」
- 下村陽子『memória!』（2014年）
「Kiss of Jealousy」、「Pain the Universe」、「MEGALOMANIA」
- 瀧田イサム『RISING MOON』（2015年）
「EXPLORER」
- AmiinA『Avalon』（2016年）
「lilla」
- Q-pitch『Q-pitchでGO!!』（2017年）
「Q-pitchでGO!! ～自己紹介の歌～」
- MICHAEL『かの青きグレイスフルデイヅ』（2018年）
- 西川貴教『SINGularity』（2019年）
「Hear Me」